# Stortjärnen (Sunnemo socken, Värmland, 663384-138107)
Stortjärnen är en sjö i Hagfors kommun i Värmland och ingår i Göta älvs huvudavrinningsområde. Sjön har en area på 0,0891 kvadratkilometer och ligger 186,1 meter över havet.

## Delavrinningsområde
Stortjärnen ingår i det delavrinningsområde (662834-138057) som SMHI kallar för Utloppet av Gräsmången. Medelhöjden är 224 meter över havet och ytan är 64,85 kvadratkilometer. Räknas de 2 avrinningsområdena uppströms in blir den ackumulerade arean 95,57 kvadratkilometer. Tjärnsälven (Näsälven) som avvattnar avrinningsområdet har biflödesordning 2, vilket innebär att vattnet flödar genom totalt 2 vattendrag innan det når havet efter 302 kilometer. Avrinningsområdet består mestadels av skog (81 procent). Avrinningsområdet har 4,89 kvadratkilometer vattenytor vilket ger det en sjöprocent på 7,5 procent.